# Ne réveillez pas un flic qui dort
Ne réveillez pas un flic qui dort (Ne réveillez pas un flic qui dort) è un film del 1988 diretto da José Pinheiro.